# Christian-Peter Hanelt

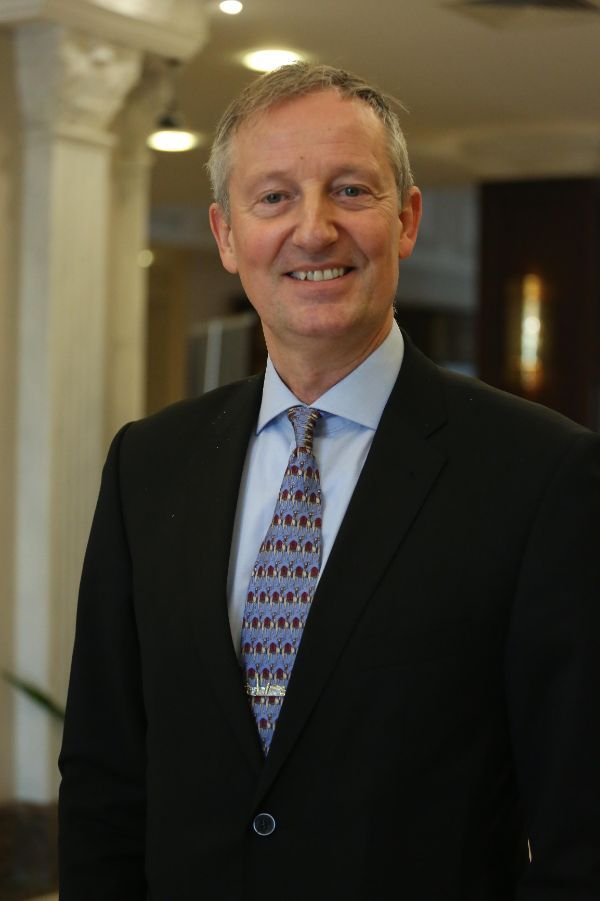
Christian-Peter Hanelt (2019)

Christian-Peter Hanelt (* 1964 in Lübeck) ist ein deutscher Politikwissenschaftler. Er wurde als Nahost- und Nordafrika-Experte der Bertelsmann Stiftung bekannt und gilt als Fachmann für Außen- und Nachbarschaftspolitik der Europäischen Union.

## Werdegang
Christian-Peter Hanelt wuchs in Lübeck auf. Nach seinem Abitur und anschließendem Wehrdienst studierte Politikwissenschaften in Kiel und Damaskus. Schon vor seinem Abschluss als Magister artium spezialisierte er sich auf die Politik des Nahen und Mittleren Ostens.
Nach dem Studium hospitierte Hanelt in der Redaktion Auslandsnachrichten des ZDF unter der Leitung von Ulrich Kienzle und berichtete über den Zweiten Golfkrieg (1991) und die Militäroperation der internationalen Koalition („Desert Storm“) gegen den Irak. Von 1991 bis 1994 arbeitete Hanelt als Auslandsredakteur und Reporter für Sat 1 und interviewte zahlreiche Staatschefs und bedeutende Persönlichkeiten der arabischen Welt, darunter PLO-Chef Jassir Arafat, den libyschen Revolutionsführer Muammar Al-Gaddafi, den jordanischen König Hussein. Hanelt berichtete auch schwerpunktmäßig über die israelisch-palästinensischen Friedensgespräche im Rahmen des Oslo-Prozesses.
1994 wurde Hanelt Referent der Bertelsmann Stiftung und leitete seitdem unter anderem die Kronberger Gespräche, ein Dialogformat für Außenpolitikexperten und hochrangige Politiker aus Europa und den Staaten der MENA-Region. Von August bis Dezember 2005 wurde Hanelt im Rahmen einer Kooperation zwischen Bertelsmann Stiftung und dem Auswärtigen Amt an den Planungsstab des Ministeriums ausgeliehen.
Während der Umbrüche des Arabischen Frühlings, der in Tunesien seinen Ausgang nahm und auf Ägypten, Libyen und Marokko übersprang, trat Hanelt als einer der wenigen deutschen Experten für Nordafrika und das Südliche Mittelmeer in Erscheinung.
Hanelt kommentiert regelmäßig in deutschen und internationalen Medien die politischen Entwicklungen in den Staaten des Nahen Ostens, des Persischen Golfs und der Mittelmeerregion.

## Positionen
Hanelt gilt als Befürworter und Vordenker eines regionalen Mechanismus für Sicherheit und Konfliktlösung in der Region Persischer Golf, der an das Vorbild der Konferenz über Sicherheit und Zusammenarbeit in Europa (KSZE) angelehnt ist.
Bei seinen Medienauftritten betont Hanelt häufig die Bedeutung und Notwendigkeit einer gemeinsamen europäischen Außenpolitik für die Region. Zu seinen Schwerpunkten zählen neben den politischen auch sozio-ökonomische und gesellschaftliche Themen.
Hanelt befürwortete unter anderem eine starke politische Unterstützung für das Nahost-Quartett bestehend aus EU, USA, Russland und Vereinten Nationen, um nach dem Libanonkrieg 2006 zwischen Israelis und Palästinensern sowie Israel und dem Libanon zu vermitteln.
Während und nach dem Arabischen Frühling warb Hanelt für eine starke Unterstützung der Reformen in Tunesien durch Europa. Die EU-Staaten müssten Tunesien „adoptieren“ und beispielsweise Ausnahmen für tunesische Agrarexporte auf den europäischen Markt zulassen. Finanzhilfen für den tunesischen Staatshaushalt sollten allerdings von erfolgreichen Reformen abhängig gemacht werden.
Um die Ausgangslage des Handels zwischen südlichen Nachbarstaaten und der EU zu verbessern empfahl Hanelt einen stärkeren Informationsaustausch Nordafrikas mit den osteuropäischen Nachbarn wie etwa der Ukraine oder Georgien, die bereits zahlreiche EU-Standards implementiert haben.
Um unkontrollierte Migration von Flüchtlingen aus den Krisenstaaten Nordafrikas nach Europa entgegenzuwirken, müsse die EU, so Hanelt, darauf hinarbeiten, dass der Status der Flüchtlinge in den Aufenthaltsstaaten im Sinne eines Bleiberechts legalisiert werde. Im Gegenzug müssten die Europäer finanzielle, technische und politische Unterstützung leisten.
2013, vor der Wahl des iranischen Präsidenten Hassan Rohani als Nachfolger Mahmud Ahmadinedschads, forderte Hanelt die europäischen Staaten auf, bilaterale Verhandlungen zwischen den verfeindeten Staaten USA und Iran zu forcieren und zu unterstützen.